# José Segura Bonilla
José Segura Bonilla, född 27 maj 1999, är en svensk-colombianska fotbollsspelare som spelar för IF Karlstad.

## Karriär
Segura Bonilla började spela fotboll i Villastadens IF. Han gick därefter till Degerfors IF. I januari 2019 flyttades Segura Bonilla upp i A-laget, där han skrev på ett tvåårskontrakt. Segura Bonilla gjorde sin Superettan-debut den 21 maj 2019 i en 2–1-förlust mot Dalkurd FF, där han blev inbytt i den 79:e minuten mot Christoffer Wiktorsson.
I augusti 2019 lånades Segura Bonilla ut till division 3-klubben Nora BK. Han debuterade och gjorde två mål den 11 augusti 2019 i en 3–2-förlust mot Hertzöga BK.
Segura Bonilla gjorde ett mål på 12 inhopp under säsongen 2020, då Degerfors IF blev uppflyttade till Allsvenskan. I januari 2021 förlängde Segura Bonilla sitt kontrakt i Degerfors IF med två år. I februari 2021 lånades han ut till Åtvidabergs FF.
I februari 2022 värvades Segura Bonilla av Vard Haugesund i norska tredjedivisionen. Samma sommar värvades han av Åtvidabergs FF, dit han tidigare varit utlånad. I januari 2023 förlängde Segura Bonilla sitt kontrakt i klubben. I februari 2024 värvades han av Ettan-klubben IF Karlstad, där han skrev på tvåårskontrakt.